# Urophora mamarae
Urophora mamarae är en tvåvingeart som först beskrevs av Friedrich Georg Hendel 1914.  Urophora mamarae ingår i släktet Urophora och familjen borrflugor.
Artens utbredningsområde är Peru. Inga underarter finns listade i Catalogue of Life.